# NGC 7643
NGC 7643 في الفهرس العام الجديد، هي مجرة، تقع في كوكبة الفرس الأعظم. اكتشفت في 24 سبتمبر 1873 بواسطة إدوارد ستيفان.

## روابط خارجية
- NGC 7643 على موقع ويكي سكاي: DSS2, SDSS, GALEX, IRAS, Hydrogen α, X-Ray, Astrophoto, Sky Map, Articles and images